# فخري كوروترك
فخري ثابت كوروتُرك (بالتركية: Fahri Korutürk) سادس رئيس للجمهورية التركية، وذلك من 1973 إلى 1980 وقبلها كان ضابطًا متقاعدًا. خلفه الرئيس كنعان أورن.
قبل رئاسته ، شغل منصب القائد الثالث للقوات البحرية التركية من 1957 إلى 1960. وكان أيضًا عضوًا في مجلس شيوخ الجمهورية من عام 1968 إلى عام 1973 ومرة أخرى في عام 1980. قبل مجلس الشيوخ ، شغل منصب سفير تركيا إلى الاتحاد السوفيتي من 1960 إلى 1964. 
ولد في اسطنبول ، في زقاق النافورة الباردة (Soğukçeşme ) ، وهو شارع صغير بين قصر توبكابي وآيا صوفيا. التحق بمدرسة الضباط البحرية في عام 1916 ، وتخرج فيها عام 1923، ومن الأكاديمية البحرية في عام 1933. منحه الرئيس أتاتورك في 18 مارس 1934 لقب كوروتُرك. خدم بنشاط في مجال الطرادات والغواصات، وعين لاحقًا ملحقًا بحريًا في روما وبرلين وستوكهولم. في عام 1936 ، شارك بصفة مستشار عسكري في اتفاقية مونترو بشأن نظام المضائق التركية. عين عميدًا خلفيًا في عام 1950 وتولى قيادة العديد من الوحدات حتى أصبح أميرالًا.
بعد تقاعده عام 1960 من منصب قائد البحرية التركية ، عينه رئيس الدولة جمال كورسل سفيراً لتركيا لدى الاتحاد السوفيتي (1960-1964) ولاحقاً إلى إسبانيا (1964-1965). في عام 1968 ، عينه الرئيس جودت صوناي عضوًا في مجلس الشيوخ. في 6 أبريل 1973 ، انتخبته الجمعية الوطنية الكبرى لتركيا الرئيس السادس لجمهورية تركيا.  خلال فترة رئاسته ، حدث الغزو التركي لقبرص بعد أن أطاح الحرس الوطني القبرصي بقيادة الضباط اليونانيين برئيس الأساقفة مكاريوس الثالث.
قضى كوروتورك فترة الولاية الدستورية سبع سنوات حتى 6 أبريل 1980. قال كنعان إيفرين إنه اقترح على الرئيس كوروتورك تولي منصب الرئاسة لفترة أخرى بعد انقلاب 1980، لأنه كان شخصية محترمة لدى كل من الضباط العسكريين والبرلمانيين ، لكنه رفض ذلك العرض وذكر أنه سيكون غير دستوري. بعد ذلك أصبح عضوا في مجلس الشيوخ .
تزوج عام 1944 من إميل كوروتورك وأنجبا ولدين هما عثمان وصلاح وابنة عائشة. توفي فخري كوروتورك في مودا باسطنبول. ودفن في مقبرة الدولة التركية في أنقرة.
عين ابنه عثمان كوروتورك سفيراً لتركيا في طهران في أكتوبر 1996. وقدمت له الحكومة الإيرانية وثائق عن والده حصلت عليها في عام 1979 عند اقتحام السفارة الأمريكية. ذكرت الوثائق أن معظم السفراء الذين يخدمون في الاتحاد السوفيتي استخدموا السوق السوداء لتبادل رواتبهم بالدولار الأمريكي (الذي كان له قيمة أكبر بين السكان) في حين أن فخري كوروتورك هو الوحيد الذي تبادل راتبه مستخدمًا Gosbank وهو البنك المركزي في الاتحاد السوفياتي .

## روابط خارجية
- فخري كوروترك على موقع مونزينجر (الألمانية)